# Geist und Leben
Geist und Leben. Zeitschrift für christliche Spiritualität (GuL) ist ein Forum für geistliche Theologie, christliche Mystik und ihre spirituelle Praxis. Die Zeitschrift erscheint seit 2011 dreimonatlich mit einem Umfang von jeweils 110 Seiten. Von 1948 bis 2010 erschienen pro Jahr 6 Hefte zu jeweils 80 Seiten. Das Heft 1/2020 ist das 494. Heft seit Erscheinen der Zeitschrift (inkl. ZAM), der Jahrgang 2020 ist – infolge der Unterbrechung des Erscheinens am Ende des Zweiten Weltkriegs – der 93. Jahrgang.

## Geschichte
Die Zeitschrift wurde 1926 unter dem Namen Zeitschrift für Aszese und Mystik (ZAM) von Alois Ersin in Innsbruck begründet. Sie erschien bis 1939 in der Verlagsanstalt Tyrolia (Innsbruck, Wien, München) und 1940 bis 1944 im Franz Wegner Verlag (Würzburg). 1943/44 wurde sie zwangsweise mit der Zeitschrift für katholische Theologie (Innsbruck) zusammengelegt.
Seit 1947 trägt sie ihren heutigen Titel und wird von der deutschen Provinz der Jesuiten in Verbindung mit dem Echter Verlag in Würzburg herausgegeben. Chefredakteure waren von 1926 bis 1944 Heinrich Bleienstein, von 1947 bis 1979 Friedrich Wulf, von 1979 bis 1986 Josef Sudbrack, von 1986 bis 1993 Paul Imhof und von 1993 bis 2005 Franz-Josef Steinmetz. Von 2005 bis 2013 war Andreas Schönfeld (geb. 1961) Chefredakteur, seit Juli 2013 ist es Christoph Benke.
Sitz der Redaktion war von 1928 bis 2004 München, von 2005 bis 2013 Köln, seitdem ist sie in Wien beheimatet.
Die Zahl der Abonnenten liegt derzeit bei 1800. Damit ist „Geist und Leben“ in der Sparte der theologischen Fachzeitschriften vergleichsweise gut platziert. In der Zeit des Zweiten Vatikanischen Konzils (um 1961/1965) lag die Zahl bei rund 3000 Abonnenten. In den Jahren 2001 bis 2005 hat die Zeitschrift ca. 400 Abos verloren, doch hat sich durch die verstärkte Internetpräsenz die Abonnentenzahl seitdem wieder erhöht. Hauptsächlich war der Rückgang durch die demografische Entwicklung, eine Schließungswelle von Ordenshäusern, die rückläufige Zahl von Priestern und Einsparungsmaßnahmen von Bibliotheken bedingt.

## Anliegen und Inhalt
GuL ist die einzige theologische Fachzeitschrift für christliche Spiritualität ihrer Art im deutschen Sprachgebiet. Ihr Ziel ist, aus katholischer Tradition eine „Integrative Spiritualität“ zu fördern, die modernes Leben und das spirituelle Erbe des Christentums schöpferisch verbindet. Das Programmwort „Geist und Leben“ (spiritus et vita) ist dem Johannesevangelium entnommen (Joh 6,63 ) und steht für den integrativen Ansatz der Zeitschrift. Besonderes Anliegen ist die Vertiefung der Ignatianischen Exerzitien und Förderung der christlichen Kontemplation.
Die Konzeption der Hefte orientiert sich an aktuellen Fragestellungen, thematischen Schwerpunkten und am liturgischen Jahreskreis (Ostern, Pfingsten, Weihnachten). Das Spektrum der Zeitschrift umfasst Theologie des geistlichen Lebens, spirituelle Schriftauslegung, Kontemplations- und Exerzitienpraxis, Ignatianische Spiritualität, Spirituelle Psychologie, Spiritualitätsgeschichte, Mystikgeschichte, Theorie der mystischen Erfahrung, Hagiographie, Formen von Spiritualität, Ordenstheologie, Geistliche Bewegungen, Ordens-, Priester-, Laien- und Ehespiritualität, religiöse Grenzgebiete (Esoterik), Unterscheidung der Geister, Integration östlicher Übungsweisen, geistliche Sprachkultur, Christliche Kunst und Literatur.

## Online-Ausgabe
Die Zeitschrift steht als erste katholische Fachzeitschrift vollständig digitalisiert im Internet zur Verfügung. Seit dem 21. September 2010 bietet sie ein Online-Archiv aller Artikel von 1926 bis zur aktuellen Ausgabe. Das Archiv dokumentiert jedes Heft mit vollständigen bibliografischen Angaben. Jeder Beitrag steht im Originaltext als einzelnes PDF-Dokument zum freien Download und mit Kopierfunktion im Word-Format zur Verfügung. Das Textarchiv umfasst nahezu 4500 PDF-Dokumente (457 Hefte). So kann die Entwicklung der Spiritualität im Spiegel ihrer Themen von der Weimarer Republik bis zur Gegenwart verfolgt werden. Die Digitalisierung wurde vom Redaktionsteam in den Jahren 2007 bis 2010 durchgeführt. Dazu wurden rund 40.000 Seiten Textmaterial aufbereitet, gescannt und in einer Datenbank erfasst. Planung und Durchführung des Digitalisierungsprojekts haben zusammen ca. 3200 Arbeitsstunden in Anspruch genommen. Die Online-Version ist in der „Elektronischen Zeitschriftenbibliothek“ der Universität Regensburg (EZB) und „Zeitschriftendatenbank“ der Staatsbibliothek zu Berlin (ZDB) (unter ZDB-ID 506125-8) erfasst. Die Zeitschrifteninhalte verzeichnet auch der Index theologicus.